# Паскен ап Уриен
Паскен (VI век — VII век) — седьмой и самый младший сын Уриена Регедского. Неизвестно, участвовал ли он в военной кампании своего отца. Паскен умер в начале VII века.

## Биография
Пасген упоминается в валлийской поэзии, в «Bonedd y Saint», как отец Гурфиу, отца святого Нидана, и в трактате «Hanesyn Hen» в списке сыновей Уриена. В поэме Лливарха Старого, под названием «Песнь о смерти Уриена», по-видимому, подразумевается, что после смерти Уриена, Пасген был вовлечен в войну с Динодом. В триадах Пасген ап Уриен упоминается как один из «Трех высокомерных людей» острова Британия. Возможно, высокомерие Пасгена было причиной разногласий между британскими князьями Севера, в результате чего началась война с Динодом.
В другой триаде нам сообщают, что одним из «трех паковых лошадей» Британии был Арфлль Фелин, «Огромный жёлтый», конь Пасгена. Опять же в поэме Лливарха Старого, в другом стихотворении, некий Пелис, по-видимому, говорит с Мечиддом ап Лливархом, и говорит:
Though snow should fall to the crupper(?) of Arfwl Melyn 
 the darkness will not make me sad; 
 I can lead a host to Bryn Tyddwl.
Смысл состоит в том, что Пасген был в военной компании.
Несколько валлийских семей возводили своё происхождение к Пасгену: Первые, через Гугона, сына Кенеу Менрудда ап Пасгена из Абергвили; вторые, через сына, Мора, племя Эйниона ап Лливарха в Истрад-тиви; третие, через Луминода Ангела в Северном Уэльсе. Интересно отметить, что все эти строки указывают на дату рождения Пасгена примерно в 830 году, что предполагает ошибку в идентификации этого Пасгена с Пасгеном ап Уриеном. Племя Эйниона ап Лливарха использовало в качестве знамени трех воронов, после чего Пасген был назван «запасом племени ворона». Предполагалось, что эти вороны были воронами Оуайна ап Уриена. По-видимому, Пасген считался наследником Оуайна. Сам Уриен ассоциировался в более поздние времена с южным Уэльсом. Пасген называется правителем Гоуэра, сыном Уриена Регедского, правителя Гоуэра. В Peniarth MS.132 Льюис ап Эдвард называет его с прозвищем «Led Lydan». Льюис Глин Коти упоминает Пасгена ап Уриена как предка Морган ап Риса ап Гвилима ап Филиппа. Этот Морган принадлежал к племени Эйниона ап Лливарха.